# بياس دي غواديكس
بلدية بياس دي غواديكس (بالإسبانية: Beas de Guadix) هي بلدية تقع في مقاطعة غرناطة التابعة لمنطقة أندلوسيا جنوب إسبانيا.

## الديموغرافيا
بلغ عدد سكان بلدية بياس دي غواديكس 385 نسمة عام 2011 (وفقاً للمعهد الوطني الإسباني للإحصاء).
| 397 | 384 | 347 | 377 | 379 | 378 | 385 |